# Lijst van Stolpersteine in Ridderkerk

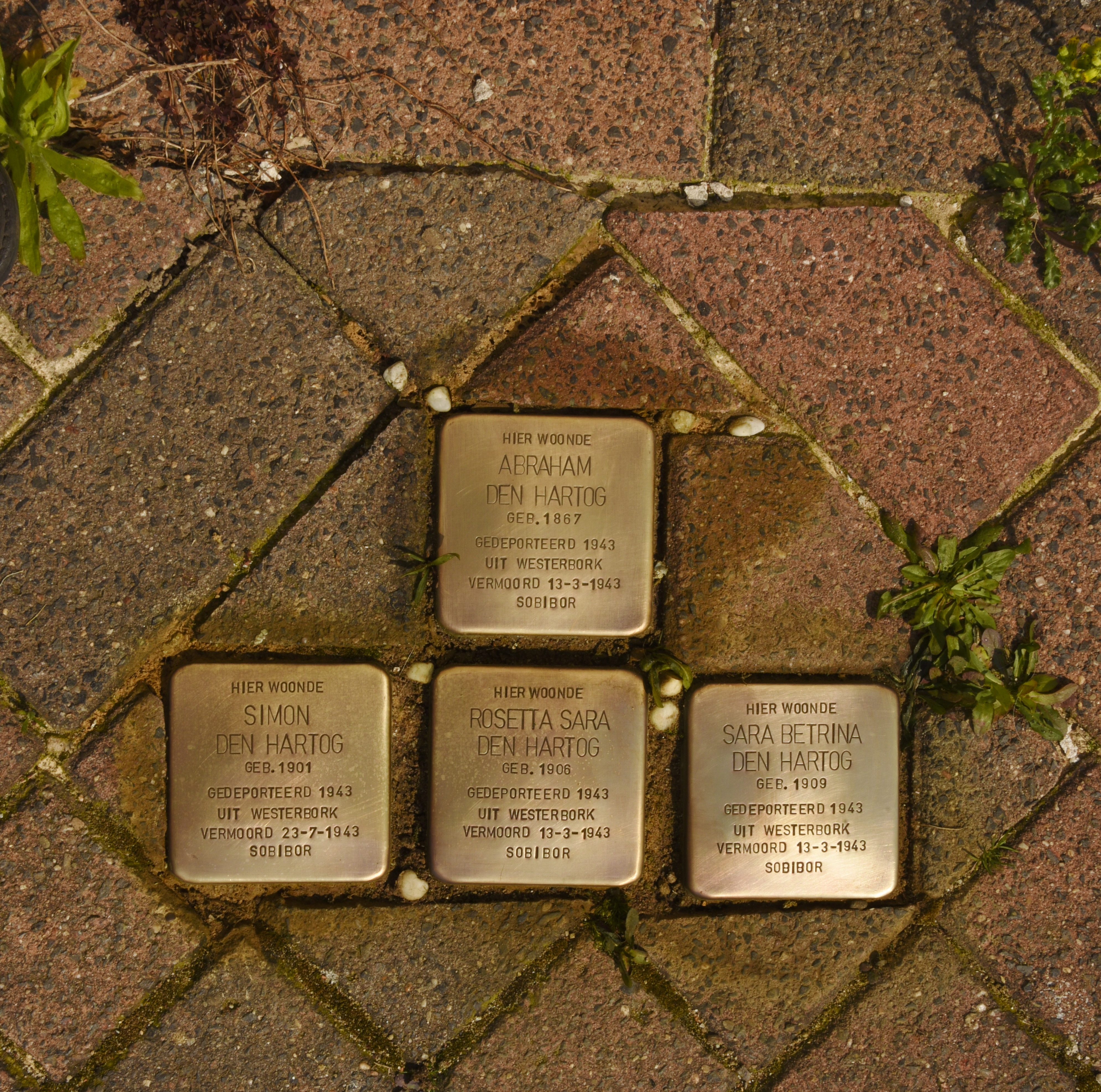
De eerste vier Stolpersteine voor familie Den Hartog in Ridderkerk

De lijst van Stolpersteine in Ridderkerk geeft een overzicht van de gedenkstenen in de gemeente Ridderkerk in de Nederlandse provincie Zuid-Holland die zijn geplaatst in het kader van het Stolpersteine-project van de Duitse beeldhouwer-kunstenaar Gunter Demnig.
Stolpersteine zijn opgedragen aan slachtoffers van het nationaalsocialisme, al diegenen die zijn vervolgd, gedeporteerd, vermoord, gedwongen te emigreren of tot zelfmoord gedreven door het nazi-regime. Demnig legt voor elk slachtoffer een aparte steen, meestal voor de laatste zelfgekozen woning.
Omdat het Stolpersteine-project doorloopt, kan deze lijst onvolledig zijn.

## Stolpersteine
In Ridderkerk liggen acht Stolpersteine op een adres.

### Ridderkerk
| Afbeelding | Inscriptie | Adres                    | Herdachte persoon                                                                       |
| ---------- | --- | ------------------------ | --------------------------------------------------------------------------------------- |
|            | HIER WOONDE HENRI FRANK GEB. 1903 GEDEPORTEERD 1943 UIT WESTERBORK VERMOORD 30-4-1943 AUSCHWITZ                | Damstraat 25 Kaart (OSM) | Henri Frank (1903–1943)                                                                 |
|            | HIER WOONDE STIJNTJE FRANK-DEN HARTOG GEB. 1903 GEDEPORTEERD 1943 UIT WESTERBORK VERMOORD 19-2-1943 AUSCHWITZ  | Damstraat 25 Kaart (OSM) | Stijntje Frank-den Hartog (1903–1943)                                                   |
|            | HIER WOONDE ABRAHAM DEN HARTOG GEB. 1867 GEDEPORTEERD 1943 UIT WESTERBORK VERMOORD 13-3-1943 SOBIBOR           | Damstraat 25 Kaart (OSM) | Abraham den Hartog (1867–1943)                                                          |
|            | HIER WOONDE BETRINA REGINE DEN HARTOG GEB. 1915 GEDEPORTEERD 1944 UIT WESTERBORK VERMOORD 31-12-1944 AUSCHWITZ | Damstraat 25 Kaart (OSM) | Betrina Regine den Hartog (1915–1944)                                                   |
|            | HIER WOONDE ELISABETH DEN HARTOG GEB. 1897 GEDEPORTEERD 1944 UIT WESTERBORK VERMOORD 6-3-1944 AUSCHWITZ        | Damstraat 25 Kaart (OSM) | Elisabeth den Hartog (1897–1944) was directrice van het Joodse ziekenhuis in Rotterdam. |
|            | HIER WOONDE ROSETTA SARA DEN HARTOG GEB. 1906 GEDEPORTEERD 1943 UIT WESTERBORK VERMOORD 13-3-1943 SOBIBOR      | Damstraat 25 Kaart (OSM) | Rosetta Sara den Hartog (1906–1943)                                                     |
|            | HIER WOONDE SARA BETRINA DEN HARTOG GEB. 1909 GEDEPORTEERD 1943 UIT WESTERBORK VERMOORD 13-3-1943 SOBIBOR      | Damstraat 25 Kaart (OSM) | Sara Betrina den Hartog (1909–1943)                                                     |
|            | HIER WOONDE SIMON DEN HARTOG GEB. 1901 GEDEPORTEERD 1943 UIT WESTERBORK VERMOORD 23-7-1943 SOBIBOR             | Damstraat 25 Kaart (OSM) | Simon den Hartog (1901–1943)                                                            |

## Data van plaatsingen
- 22 februari 2016: vier Stolpersteine op Damstraat 25
- 26 juni 2023: vier (additionele) Stolpersteine op Damstraat 25